# Monique de Marco
Pour les articles homonymes, voir De Marco.
Monique de Marco, née le 12 novembre 1953 à Decazeville, dans l'Aveyron, est une femme politique française. Elle est sénatrice écologiste de la Gironde depuis septembre 2020.

## Biographie
Après son baccalauréat obtenu à 18 ans, Monique de Marco, née Truel, s'installe en 1971 à Bordeaux pour y suivre ses études. Elle exerce comme professeure de technologie en collège durant trente ans et habite Talence depuis 1990.
Dans les années 1980, elle créé un collectif d’opposition au camp militaire du Larzac, milite dans des comités anti-nucléaires puis s'engage dans les années 1990 auprès d’associations environnementales. 
En 1990, elle adhère au parti Les Verts au sein du groupe départemental de la Gironde puis en 1992 à celui régional d’Aquitaine.
Administratrice d’associations de protection de la nature (FNE Nouvelle Aquitaine, SEPANSO...) elle a participé ces dernières années à des programmes prospectifs tels que dernièrement le SRADDET de Nouvelle Aquitaine approuvé en mars 2020.

## Parcours politique
En mars 1993, elle entre dans la vie politique locale en tant que suppléante de Noël Mamère, maire de Bègles depuis 1989 et candidat écologiste aux élections législatives (3e circonscription de la Gironde). Noel Mamère échouera face au candidat du RPR, Gérard Castagnéra (1943-septembre 1993), maire de Talence.
Aux élections municipales de 1995, elle conduit à Talence la liste autonome des Verts, qui obtient 8,8% des votes et n'a aucun élu.
Aux élections municipales suivantes en 2001, à nouveau tête de liste autonome des Verts, elle entre cette fois au conseil municipal après avoir obtenu 19 % des voix exprimées.
En mars 2004, elle conduit la liste des Verts aux élections cantonales sur le canton de Talence. Sa liste obtient 11 % des voix au 1re tour, mais se retrouve devancée par les socialistes et le centre. Au 2e tour, Gilles Savary (PS) l’emporte sur Alain Cazabonne (UDF).
La même année, à l'occasion des élections régionales, elle est élue au Conseil régional d'Aquitaine sur la liste d'Alain Rousset avec 8 autres écologistes. 
Aux municipales de 2008 à Talence, elle est en seconde position sur une liste d’union conduite par le socialiste Gilles Savary. La liste est battue au second tour par celle d’Alain Cazabonne. Monique de Marco est cependant réélue avec 8 autres colistiers. Gilles Savary démissionne du Conseil municipal.
Monique de Marco est désignée par Europe Écologie Les Verts tête de liste aux élections régionales d’Aquitaine de 2010. Elle a été préférée à Marie Bové, fille aînée de José Bové. À cette élection de 2010, contrairement à celle de 2004, les Verts ne font pas liste commune avec le PS, reprochant au président Alain Rousset son soutien aux grands projets de construction d’infrastructures (LGV Sud Europe Atlantique et Grand projet ferroviaire du Sud-Ouest, Autoroute A65 entre Langon et Pau). Au second tour, après avoir fusionné sa liste avec celle d'Alain Rousset, elle est réélue et devient vice-présidente du Conseil régional chargée de l'environnement et de l'adaptation au changement climatique. À ce titre, elle a conduit des projets tels que les Territoires à énergie positive, l’Agence régionale de la biodiversité ou encore le Comité scientifique régional sur le changement climatique en Aquitaine (AcclimTerra). Pour se consacrer pleinement à son mandat de vice-présidente, elle choisit d'être détachée de son poste de professeur de technologie à Bordeaux.
Aux élections municipales de Talence de 2014, Monique de Marco est à nouveau tête de liste d’Europe Écologie Les Verts (EÉLV) et, avec 17 % des voix, obtient 3 élus (elle-même, Armand Guérin et Isabelle Rami),.
En septembre 2014, Monique de Marco se présente pour la première fois aux élections sénatoriales de la Gironde. Tête de liste EÉLV, avec moins de 5 % des voix des grands électeurs girondins, elle n'obtient aucun poste au Sénat.
En 2020, pour les élections municipales de Talence, Monique de Marco est en 7e position sur la liste d’union de la gauche conduite par une autre écologiste, Isabelle Rami, qui obtient 39 % des suffrages. De Marco est réélue avec 7 autres élus d’opposition au Conseil municipal, qui totalise 43 sièges.
Elle se présente ensuite pour la deuxième fois aux élections sénatoriales de la Gironde de septembre 2020. Bénéficiant des bons résultats de la gauche et des écologistes aux municipales, notamment à Bordeaux et sur la Métropole bordelaise, ce qui a renouvelé 60 % des grands électeurs girondins, elle est élue sénatrice le dimanche 27 septembre avec 489 voix, soit 14 % des votants, ayant pour cela réussi à élargir sa base électorale au-delà des limites de la métropole, dans les communes péri-urbaines et rurales. Elle évince ainsi la sénatrice sortante LREM Françoise Cartron, ex-PS, qui n’obtient que 8 % des voix, et rejoint au Sénat son collègue du Conseil municipal de Talence, l'ex-maire MoDem de la ville Alain Cazabonne.
Monique de Marco prend ses fonctions au Palais du Luxembourg à partir du jeudi 1er octobre 2020, jour de l'élection du président du Sénat.
La sénatrice Monique de Marco, avec d'autres élus dont le maire de La Teste, s'oppose en 2021 avec succès à un projet de plan simple de gestion d'un des propriétaires de la forêt usagère de La Teste, car contraire au droit régissant cette forêt au statut juridique particulier. Par ailleurs, les pistes facilitant le passage des engins des pompiers devaient être élargies, mais les travaux ont pris du retard en raison de l'opposition d'une association des usagers. Ainsi, l'incendie de la forêt de La Teste-de-Buch en juillet 2022 a commencé sans que ces travaux d'entretien ne soient réalisés. Une confusion s'étant opérée entre ces deux dossiers, une polémique a éclaté durant la catastrophe, mettant en cause la responsabilité des écologistes. Plus particulièrement, la sénatrice Monique de Marco a été la cible d'attaques violentes allant jusqu'à des menaces de mort. Elle a porté plainte,,. 

### Mandats actuels
- Sénatrice de la Gironde depuis 2020
- Conseillère municipale d'opposition à Talence depuis 2001

### Anciens mandats
- Conseillère régionale d'Aquitaine en 2004, vice-présidente de 2010 à 2015